# Izumi (Osaka)
Izumi (和泉市 -shi) é uma cidade japonesa localizada na província de Osaka.
Em 2005 a cidade tinha uma população estimada em 177 856 habitantes e uma densidade populacional de 2 092,7 h/km². Tem uma área total de 84,98 km².

Recebeu o estatuto de cidade a 1 de Setembro de 1956.